# Os Verdes - Alternativa Verde
Os Verdes - Alternativa Verde (Die Grünen - Die Grüne Alternative) é um partido político ecologista em Áustria.
Fundado em 1986 fruto da fusão de dois partidos ecologistas na época (Verdes Unidos da Áustria e Lista Alternativa Áustria), os Verdes estabeleceram-se um dos principais partidos austríacos ao longo das últimas décadas. A eleição de Alexander van der Bellen, ex-líder do partido, como presidente da Áustria em 2016 foi o auge do partido.
A partir de 2016, os Verdes sofreram com uma forte divisão interna, com a ala jovem a romper com o partido totalmente e membros do partidos a formarem a Lista Peter Pilz, algo refletido pelo péssimo resultado nas eleições nacionais de 2017 onde os Verdes ficaram sem deputados no parlamento pela primeira vez na história.
No entanto, nas eleições legislativas de 2019, o partido regressou ao Parlamento com o seu melhor resultado da história: 13,8% e 26 deputados. No inicio de janeiro de 2020, foi anunciado que os Verdes iriam participar no governo de coligação, liderado pelo Partido Popular Austríaco, sendo esta a primeira participação dos Verdes num governo federal.

## Resultados eleitorais

### Eleições legislativas
| Data | CI. | Votos   | %            | +/-     | Deputados | +/- | Status            | Notas     |
| ---- | --- | ------- | ------------ | ------- | --------- | --- | ----------------- | --------- |
| 1983 | 4.º | 159 616 | 3,4 / 100,0  |         | 0 / 183   |     | Extra-parlamentar | VGÖ e ALÖ |
| 1986 | 4.º | 234 028 | 4,8 / 100,0  | 1,4     | 8 / 183   | 8   | Oposição          |           |
| 1990 | 4.º | 225 084 | 4,8 / 100,0  | Estável | 10 / 183  | 2   | Oposição          |           |
| 1994 | 4.º | 338 538 | 7,3 / 100,0  | 2,5     | 13 / 183  | 3   | Oposição          |           |
| 1995 | 5.º | 233 208 | 4,8 / 100,0  | 2,5     | 9 / 183   | 4   | Oposição          |           |
| 1999 | 4.º | 342 260 | 7,4 / 100,0  | 2,6     | 14 / 183  | 5   | Oposição          |           |
| 2002 | 4.º | 464 980 | 9,5 / 100,0  | 2,1     | 17 / 183  | 3   | Oposição          |           |
| 2006 | 3.º | 520 130 | 11,1 / 100,0 | 1,6     | 21 / 183  | 4   | Oposição          |           |
| 2008 | 5.º | 509 936 | 10,4 / 100,0 | 0,7     | 20 / 183  | 1   | Oposição          |           |
| 2013 | 4.º | 582 657 | 12,4 / 100,0 | 2,0     | 24 / 183  | 4   | Oposição          |           |
| 2017 | 6.º | 192 638 | 3,8 / 100,0  | 8,6     | 0 / 183   | 24  | Extra-parlamentar |           |
| 2019 | 4.º | 654 961 | 13,8 / 100,0 | 10,0    | 26 / 183  | 26  | Governo           |           |
| 2019 | 5.º | 402 107 | 8,2 / 100,0  | 5,7     | 16 / 183  | 10  |                   |           |

### Eleições presidenciais
| Data | Candidato apoiado        | 1ª Volta                 | 1ª Volta                 | 1ª Volta                 | 2ª Volta                 | 2ª Volta                 | 2ª Volta                 |
| Data | Candidato apoiado        | CI.                      | Votos                    | %                        | CI.                      | Votos                    | %                        |
| ---- | ------------------------ | ------------------------ | ------------------------ | ------------------------ | ------------------------ | ------------------------ | ------------------------ |
| 1986 | Freda Meissner-Blau      | 3.º                      | 259 689                  | 5,5 / 100,0              |                          |                          |                          |
| 1992 | Robert Jungk             | 4.º                      | 266 954                  | 5,7 / 100,0              |                          |                          |                          |
| 1998 | Gertraud Knoll           | 2.º                      | 566 551                  | 13,6 / 100,0             |                          |                          |                          |
| 2004 | Nenhum candidato apoiado | Nenhum candidato apoiado | Nenhum candidato apoiado | Nenhum candidato apoiado | Nenhum candidato apoiado | Nenhum candidato apoiado | Nenhum candidato apoiado |
| 2010 | Heinz Fischer            | 1.º                      | 2 508 373                | 79,3 / 100,0             |                          |                          |                          |
| 2016 | Alexander van der Bellen | 2.º                      | 913 218                  | 21,3 / 100,0             | 1.º                      | 2 472 892                | 53,8 / 100,0             |

### Eleições europeias
| Data | CI. | Votos   | %            | +/- | Deputados    | +/-               |
| ---- | --- | ------- | ------------ | --- | ------------ | ----------------- |
| 1996 | 4.º | 258 250 | 6,8 / 100,0  |     | 1 / 21       |                   |
| 1999 | 4.º | 260 273 | 9,3 / 100,0  | 2,5 | 2 / 21       | 1                 |
| 2004 | 4.º | 322 429 | 12,9 / 100,0 | 3,6 | 2 / 18       | Estável           |
| 2009 | 5.º | 284 505 | 9,9 / 100,0  | 3,0 | 2 / 172 / 19 | Estável · Estável |
| 2014 | 4.º | 410 089 | 14,5 / 100,0 | 4,6 | 3 / 18       | 1                 |
| 2019 | 4.º | 532 194 | 14,1 / 100,0 | 0,4 | 2 / 18       | 1                 |
| 2024 | 4.º | 390 503 | 11,1 / 100,0 | 3,0 | 2 / 20       | Estável           |

### Eleições estaduais

#### Burgenland
| Data | CI. | Votos  | %             | +/-  | Deputados | +/-     | Status            |
| ---- | --- | ------ | ------------- | ---- | --------- | ------- | ----------------- |
| 1987 | 4.º | 3 873  | 2,20 / 100,00 |      | 0 / 36    |         | Extra-parlamentar |
| 1991 | 4.º | 5 769  | 3,35 / 100,00 | 1,15 | 0 / 36    | Estável | Extra-parlamentar |
| 1996 | 4.º | 4 352  | 2,49 / 100,00 | 0,86 | 0 / 36    | Estável | Extra-parlamentar |
| 2000 | 4.º | 10 057 | 5,49 / 100,00 | 3,00 | 2 / 36    | 2       | Oposição          |
| 2005 | 4.º | 10 043 | 5,21 / 100,00 | 0,28 | 2 / 36    | Estável | Oposição          |
| 2010 | 4.º | 7 835  | 4,15 / 100,00 | 1,06 | 1 / 36    | 1       | Oposição          |
| 2015 | 4.º | 11 964 | 6,43 / 100,00 | 2,28 | 2 / 36    | 1       | Oposição          |